# Alex Pereira
Alexsandro Pereira (São Bernardo do Campo, 7 luglio 1987) è un artista marziale misto, ex kickboxer ed ex pugile brasiliano.
Combatte nella divisione dei pesi mediomassimi per l'organizzazione statunitense UFC, dove è stato campione di categoria dal 2023 al 2025; è stato anche campione della divisione Pesi medi. Ha anche combattuto nella promozione Glory (kickboxing), nella quale si è laureato campione della divisione dei pesi medi e dei pesi mediomassimi; è così l'unico lottatore della storia ad aver vinto il titolo di due diverse categorie di peso sia in UFC che in una delle principali promozioni di kickboxing. 

## Biografia
Cresciuto in una favela, Pereira abbandonò la scuola media per iniziare a lavorare in un negozio di pneumatici all'età di 12 anni. Influenzato dai suoi colleghi, iniziò a bere e nel 2009 iniziò ad allenarsi nella kickboxing per sbarazzarsi della sua dipendenza.Riuscì a uscirne del tutto nel 2015.

### Vita privata
Alex Pereira è indigeno brasiliano della tribù Pataxó. Per questo motivo, il suo soprannome nella stampa brasiliana è "Poatan" che vuol dire “mani di pietra”, questo soprannome deriva dalla sua potenza nei colpi. Ha una sorella minore, Aline Pereira, che gareggia per la compagnia Glory.

## Risultati nelle arti marziali miste
| Risultato Vittoria | Record | Avversario                   | Metodo                                    | Evento                              | Data             | Round | Tempo | Città                       | Note                                                                        |
| ------------------ | ------ | ---------------------------- | ----------------------------------------- | ----------------------------------- | ---------------- | ----- | ----- | --------------------------- | --------------------------------------------------------------------------- |
| Sconfitta          | 12-3   | Magomed Ankalaev             | Decisione (unanime)                       | UFC 313                             | 8 marzo 2025     | 5     | 5:00  | Las Vegas, Stati Uniti      | Perde il titolo dei pesi mediomassimi UFC.                                  |
| Vittoria           | 12-2   | Khalil Rountree Jr.          | KO tecnico (pugni)                        | UFC 307                             | 5 ottobre 2024   | 4     | 4:32  | Salt Lake City, Stati Uniti | Difende il titolo dei pesi mediomassimi UFC. Fight of the Night             |
| Vittoria           | 11–2   | Jiří Procházka               | KO tecnico (calcio alla testa e pugni)    | UFC 303                             | 29 giugno 2024   | 2     | 0:13  | Las Vegas, Stati Uniti      | Difende il titolo dei pesi mediomassimi UFC                                 |
| Vittoria           | 10–2   | Jamahal Hill                 | KO (pugni)                                | UFC 300                             | 13 aprile 2024   | 1     | 3:14  | Las Vegas, Stati Uniti      | Difende il titolo dei pesi mediomassimi UFC                                 |
| Vittoria           | 9-2    | Jiří Procházka               | KO tecnico (gomitate)                     | UFC 295                             | 11 novembre 2023 | 2     | 4:08  | New York, Stati Uniti       | Vince il titolo vacante dei pesi mediomassimi UFC. Performance of the Night |
| Vittoria           | 8-2    | Jan Błachowicz               | Decisione (non unanime)                   | UFC 291                             | 29 luglio 2023   | 3     | 5:00  | Salt Lake City, Stati Uniti | Debutto nei pesi mediomassimi UFC                                           |
| Sconfitta          | 7-2    | Israel Adesanya              | KO (pugni)                                | UFC 287                             | 8 aprile 2023    | 2     | 4:21  | Miami, Stati Uniti          | Perde il titolo dei pesi medi UFC                                           |
| Vittoria           | 7-1    | Israel Adesanya              | KO tecnico (pugni)                        | UFC 281                             | 12 novembre 2022 | 5     | 2:01  | New York, Stati Uniti       | Vince il titolo dei pesi medi UFC                                           |
| Vittoria           | 6-1    | Sean Strickland              | KO (pugni)                                | UFC 276                             | 3 luglio 2022    | 1     | 2:36  | Las Vegas, Stati Uniti      |                                                                             |
| Vittoria           | 5-1    | Bruno Silva                  | Decisione (unanime)                       | UFC Fight Night: Santos vs Ankalaev | 12 marzo 2022    | 3     | 5:00  | Las Vegas, Stati Uniti      |                                                                             |
| Vittoria           | 4-1    | Andreas Michailidis          | KO tecnico (ginocchiata in salto e pugni) | UFC 268                             | 6 novembre 2021  | 2     | 0:18  | New York, Stati Uniti       | Debutto in UFC                                                              |
| Vittoria           | 3-1    | Thomas Powell                | KO (pugno)                                | LFA 95                              | 20 novembre 2020 | 1     | 4:04  | Park City, Stati Uniti      |                                                                             |
| Vittoria           | 2-1    | Marcus Vinicius da Siliveira | KO tecnico (pugni)                        | Jungle Fight 87                     | 21 maggio 2016   | 2     | 4:55  | San Paolo, Brasile          |                                                                             |
| Vittoria           | 1-1    | Marcelo Cruz                 | KO (pugni)                                | Jungle Fight 85                     | 23 gennaio 2016  | 1     | 4:07  | San Paolo, Brasile          |                                                                             |
| Sconfitta          | 0-1    | Quemuel Ottoni               | Sottomissione (rear-naked choke)          | Jungle Fight 82                     | 24 ottobre 2015  | 3     | 2:52  | San Paolo, Brasile          | Debutto nei pesi medi                                                       |

## Carriera nelle Arti marziali miste
Passato dalla kickboxing, Pereira fece il suo debutto da professionista nelle arti marziali miste nel 2015 al Jungle Fight 82 contro Quemuel Ottoni, perse l'incontro per sottomissione. Continuò a Jungle Fight collezionando successivamente due vittorie consecutive contro Marcelo Cruz e Marcus Vinicius Silveira, rispettivamente con KO e TKO. 
Il 10 agosto 2018, Pereira annunciò di aver firmato un contratto per affrontare Diego Henrique da Silva nell'edizione brasiliana della Contender Series di Dana White il 10 agosto 2018. Tuttavia, l'incontro non si materializzò mai, poiché Glory non permise al brasiliano di competere. Il 22 ottobre 2020 emerse la notizia che Pereira firmò un contratto con Legacy Fighting Alliance nella quale fece il suo debutto promozionale contro Thomas Powell il 20 novembre 2020. 
Vinse l'incontro per KO nel primo round. Il 3 settembre 2021, Pereira firmò con la UFC. Fece il suo debutto promozionale contro Andreas Michailidis il 6 novembre 2021, all'UFC 268.
Vinse l'incontro per KO tecnico al secondo round. Questa vittoria gli valse il premio Performance of the Night. Pereira affrontò Bruno Silva il 12 marzo 2022, nella card UFC Fight Night 203. Batté Silva per tutti e tre i round e vinse l'incontro per una decisione unanime. Pereira avrebbe dovuto affrontare lo statunitense Sean Strickland il 30 luglio 2022 nella card UFC 277. Tuttavia, la promozione decise di spostare l'incontro a UFC 276 il 2 luglio 2022. Pereira vinse l'incontro per KO al primo round. Questa vittoria gli valse un premio Performance of the Night, ed il terzo premio di Crypto.com Fan Bonus of the Night che ha pagato in bitcoin $ 10.000. 
Pereira affrontò il campione Israel Adesanya per la cintura dei pesi medi UFC il 12 novembre 2022, nella card UFC 281. Il brasiliano vinse l'incontro per KO tecnico al quinto round. Questa vittoria gli valse il titolo da campione pesi medi, ed un premio Performance of the Night, dopodiché ci fu una rivincita tra Pereira e Adesanya per la cintura dei pesi medi UFC vinta da Poatan in precedenza. L'incontro ebbe luogo l'8 aprile 2023, nella card UFC 287. Pereira perse l'incontro e la cintura per KO nell'ultimo minuto del secondo round, dopo quest'ultimo incontro, il 13 aprile 2023, Pereira annunciò tramite Twitter che sarebbe passato alla divisione dei pesi massimi leggeri, dove affrontò l'ex campione dei pesi massimi leggeri UFC Jan Błachowicz il 29 luglio 2023 nella card UFC 291, nella quale vinse l'incontro per decisione non unanime.
L'11 novembre 2023 ( UFC 295) combatte contro l'ex campione dei pesi massimi leggeri UFC Jiří Procházka per il titolo vacante della categoria, il brasiliano vince l'incontro al secondo round per KO.
Il 13 aprile 2024 è nel main event di UFC 300, dove difende il titolo contro l'ex campione dei pesi massimi leggeri ufc Jamahal Hill, sconfitto per KO al primo round. In questa occasione gli viene anche conferita la cintura nera di Jiu-jitsu brasiliano dal coach ed ex campione UFC Glover Texeira.
Il 29 giugno 2024, in occasione di UFC 303, batte per KO Jiří Procházka in rematch annunciato appena due settimane prima.
Pereira difende ancora una volta il titolo di campione dei pesi mediomassimi il 6 ottobre 2024 a ufc 307, mettendo KO con una serie di pugni khalil rountree al quarto round